# Cratere Geshtin
Geshtin  è un cratere sulla superficie di Cerere.